# Kwibohora

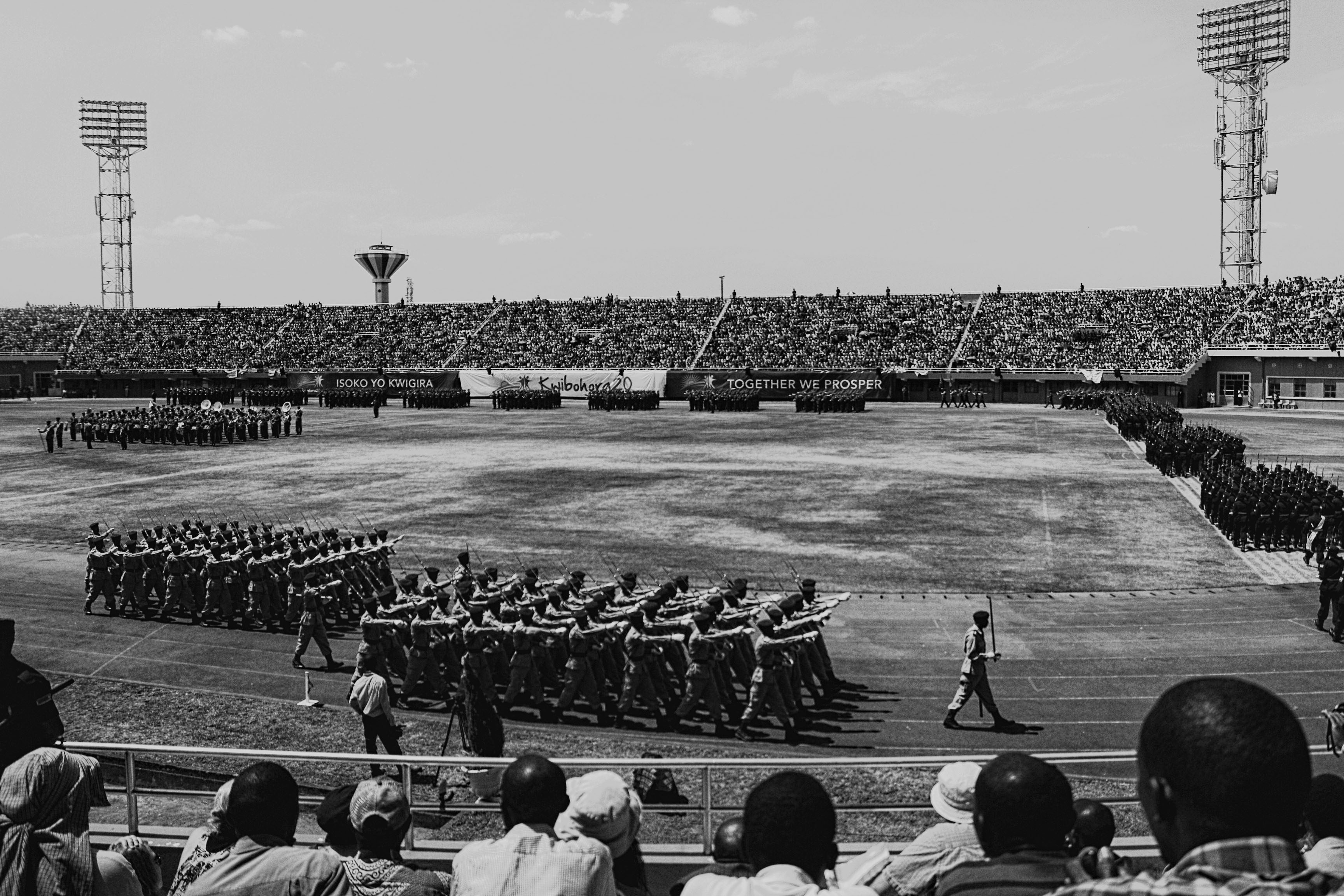
Militärparade im Stade Amahoro während der Kwibohora-Feierlichkeiten im 20-jährigen Jubiläumsjahr 2014.

Kwibohora (englisch Liberation Day, deutsch „Tag der Befreiung“) ist ein gesetzlicher Feiertag in Ruanda, der am 4. Juli gefeiert wird. Er erinnert an die Beendigung des Völkermords von 1994. Am 4. Juli marschierten damals die Truppen der Rebellenarmee der Ruandischen Patriotischen Front unter Führung von Paul Kagame in die Hauptstadt Kigali ein. Ziel des im April begonnenen Völkermords war die Tutsi-Minderheit im Land. Etwa 800.000 bis eine Million Ruander wurden innerhalb von drei Monaten getötet.